# Аррунт (брат Тарквінія Древнього)
Аррунта (лат. Arruns) — син Демарата Коринфского, брат римського царя Тарквінія Древнього. За словами Діонісія Галикарнаського, був старшим сином Демарата . Помер ще за життя батька, і до того, як Тарквіній Древній переїхав до Риму. Залишив сина Аррунта, який народився вже після його смерті і після смерті Демарата, що не знав, що невістка вагітна, а тому не залишив онуку спадщини .
Згідно з традицією і словами Діонісія, повинен був народитися після 657 до н. е. і померти до 639 або 631 до н. е., дати переїзду Тарквінія Древнього в Рим. Дослідники відзначають, що називаючи Аррунта старшим сином, Діонісій ставить під сумнів власні хронологічні розрахунки: на його думку, Тарквіній прибув до Риму у віці близько 25 років, царем став близько 614 до н. е. в 42 роки, отже, народився близько 656 до н. е. , і часового проміжку для народження старшого брата просто не залишається. З цього приводу було висловлено припущення, що Діонісій навмисно представив Аррунта засновником старшої гілки роду Тарквініїв, щоб доля цієї «знедоленої» сім'ї виглядала драматичніше .